# Bánya- és Energiaügyi Minisztérium
A Bánya- és Energiaügyi Minisztérium egy rövid életű minisztérium volt a Magyar Népköztársaság idején. Élén a bánya- és energiaügyi miniszter állt. Ezt a poziciót Havrán István töltötte be. 1950.  decemberétől 1953. júliusáig állt fenn. 

## Története
A nehézipari ágazat irányítására 1949-ben létrejött Nehézipari Minisztériumot az 1950. évi IV. törvény  felosztotta 1950. december 16-án Kohó- és Gépipari Minisztériumra, valamint 'Bánya- és Energiaügyi Minisztériumra.
1953. július 4-én újra létrejött a Nehézipari Minisztérium, ugyanis az addigi Bánya- és Energiaügyi Minisztériumot összevonták a Vegyipari Minisztériummal. 1953. július 7-től a bányarendészeti főhatóság ismét a Nehézipari Minisztérium szervezetébe került, de most már nem osztályként, hanem Bányaműszaki Főfelügyelőség megnevezéssel, Havrán István vezetésével. (Ez a változás sem volt hosszú életű, mivel ez a minisztérium 1954. október 9-én megszűnt: szétválasztották Szénbányászati Minisztériumra, valamint Vegyipari és Energiaügyi Minisztériumra.)